# Црква Светог Николе у Горњим Крашићима
Црква Светог Николе у Горњим Крашићима је храм који припада Херцегновском деканату Которске бискупије.
Црква се налази на брду изнад данашњих Крашића (изворно је крај код ове цркве било мјесто Крашићи) и око ње је католичко гробље. Грађена је од камена и изнад врата је кружни прозор у облику розете. Звоник има три звона, једно изнад и два испод. Олтаром је окренута ка југоистоку. Сјевероистони зид, окренут ка мору, има два прозора и нема апсиду, а зид који је окренут ка југозападу има апсиду, правоугаоног облика. На два западна зида (други је од југозападне апсиде) се виде камени блокови од којих је црква изграђена, а остали зидови су прекречени бијелом бојом. Југоисточнно од олтара, одмах у наставку и са уским размаком је друга зграда, жупни стан. Из црквеног дворишта се види дио Бококоторског залива. Десно од капије гробља је спомен плоча исписана латиницом и са петокраком, о погибији Јосипа Марковића на том мјесту, 1. новембра 1942. године. Био је опкољен од италијанског окупатора.

## Галерија
- Табла у Крашићима
- Поглед на дио Боке, код цркве Св. Николе
- Поглед на дио Боке, код цркве Св. Николе
- Спомен плоча десно од капије гробља
- Капија гробља на којем је црква Св. Николе
- Црква Св. Николе
- Дио гробља
- Црква
- Поглед на дио Боке
- Један од гробова. Име Шпиро је у овом крају било често, и код православних и код малобројних католика